# Lingua bashkardi
La lingua bashkardi è una lingua iranica parlata in Iran.

## Distribuzione geografica
Secondo l'edizione 2009 di Ethnologue, il bashkardi è parlato in Iran da 7030 persone stanziate nelle regioni di Hormozgan, Kerman e Sistan e Baluchistan.

### Dialetti e lingue derivate
Il bashkardi è diviso in due gruppi dialettali principali, settentrionale e meridionale.

## Classificazione
La lingua bashkardi appartiene alla branca iranica nordoccidentale delle lingue indoeuropee. 

## Esempi
Esempi di parole bashkardi:
- bāmard "uomo"
- šu "sposo"
- cuk/cok "bambino, ragazzo"
- doht "bambina, ragazza"
- kocak "cucciolo di cane"
- majg "cervello"
- pot "peli del corpo, pelame"
- moġ/mog "palma" (bashkardi sett.), būf "id." (bashkardi merid.)
- manjal "pentola"
- mošk "topo".